# Cascata di Grawa
La cascata di Grawa (in tedesco Grawa-Wasserfall) è una cascata situata nella Valle dello Stubai, nel Tirolo, in Austria, generata dal torrente Sulzaubach; si trova a circa 15 km da Neustift im Stubaital. Con i suoi circa 85 metri di larghezza, è la più larga delle Alpi Orientali.

## Descrizione
Parte del Sentiero delle Acque Selvagge (in tedesco WildeWasserWeg), è situata nei pressi della malga Grawa. Sul lato destro della cascata, tra il 2007 e il 2008, sono state costruite due piattaforme panoramiche, raggiungibili (sempre attraverso il Sentiero delle Acque Selvagge) rispettivamente in circa 10 e 20 minuti di cammino.
La cascata di Grawa ha effetti benefici sulle vie respiratorie: quando l'acqua colpisce, ad alta velocità, la roccia, si suddivide in tante microparticelle che si diffondono nell'aria, liberando i polmoni dopo circa un'ora di tempo, secondo uno studio dell'Università di medicina di Paracelso. Alla base della cascata si trova una grande piattaforma dov'è possibile sdraiarsi per consentire agli escursionisti di effettuare questa sorta di «aerosol naturale».
Nel 1979 la cascata di Grawa è stata dichiarata monumento naturale, a causa della sua bellezza.

## Galleria d'immagini

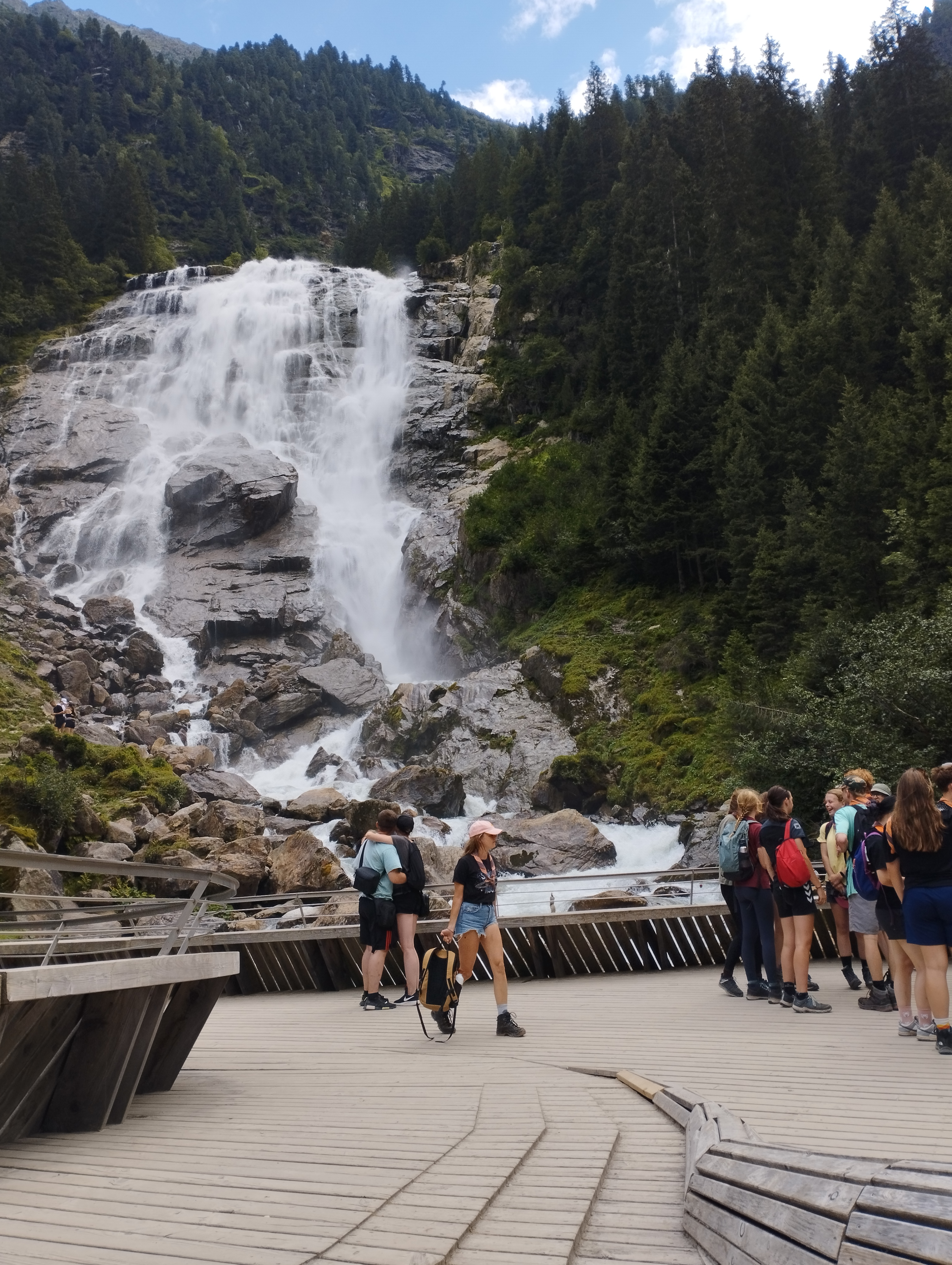
Piattaforma in legno alla base
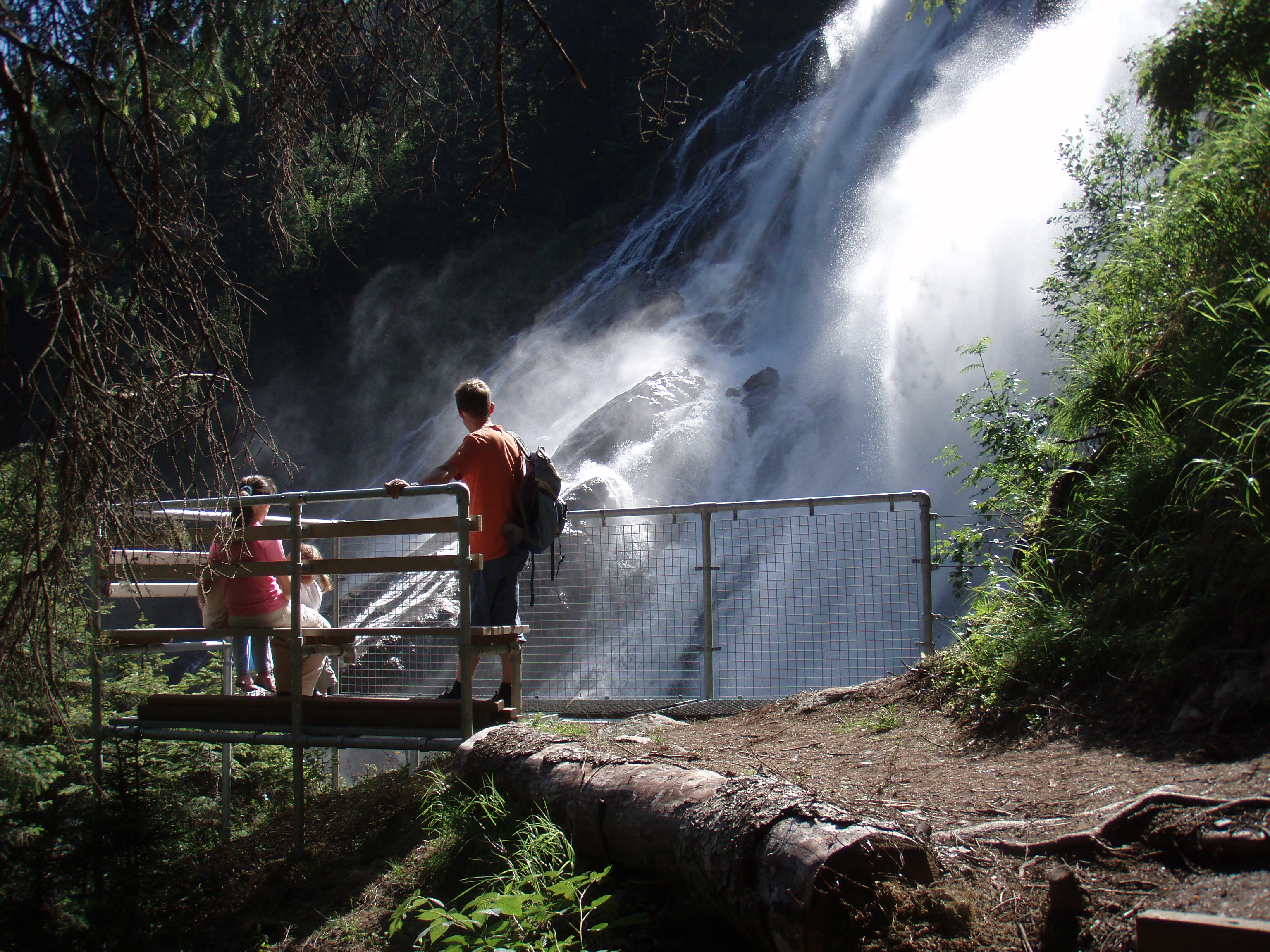
Piattaforma panoramica